# Karl Sartorius (Ornithologe)
Karl Sartorius (* 3. Juli 1875 in Oldenburg; † 15. Oktober 1967 ebenda) war ein deutscher Lehrer und Ornithologe.

## Leben
Karl Sartorius’ Eltern waren der Maler- und Tapeziermeister Hermann Sartorius und dessen Frau Friederike. Sartorius wuchs in Bad Zwischenahn auf. Die erste schriftlich überlieferte vogelkundliche Beobachtung machte er im April 1891 im Alter von 16 Jahren. Karl Sartorius studierte Biologie, worin er auch promovierte, und besuchte für kurze Zeit die Kunsthochschule in Berlin, das Malen und Zeichnen lernte er jedoch autodidaktisch. Von 1898 bis 1903 arbeitete er im Mariengymnasium in Jever als Zeichenlehrer. 1903 kehrte er im Alter von 28 Jahren nach Oldenburg zurück, um dort als Zeichen- und Naturkundelehrer am Alten Gymnasium zu arbeiten. Neben der Ornithologie beschäftigte Sartorius sich mit Musik und Malerei. Sartorius ist auf dem Gertrudenfriedhof in Oldenburg beerdigt.

## Familie
Sartorius’ Schwester Ella wanderte mit ihrem Mann, dem späteren Hollywood-Regisseur Franz Reicher, in die USA aus. Aus Sartorius’ Ehe ging im Jahr 1904 die Tochter Ella hervor.

## Wirken
Karl Sartorius ist für seine ornithologischen und tiermalerischen Werke bekannt. Die Strandvogelsammlung des heutigen Museums für Natur und Mensch in Oldenburg geht hauptsächlich auf Sartorius zurück. Im Jahr 1914 wurde Sartorius in den Oldenburger Künstlerbund aufgenommen. Sartorius war 1922 Begründer der Ornithologischen Gesellschaft Oldenburg, die heute als Ornithologische Arbeitsgemeinschaft Oldenburg (OAO) im NABU besteht.  Zusammen mit Wilhelm Krüger aus Wilhelmshaven und Heinrich Schütte aus Oldenburg setzte er sich für den „Seevogelschutz“ auf Mellum ein, aus dem 1925 der „Mellumrat“ hervorging. Im Jahr 1934 war er Mitübergeber einer dem Innenministerium eingereichten Denkschrift des Landesvereins für Heimatkunde und Heimatschutz und des Oldenburger Vereins für Landesgeschichte und Altertumskunde, die den Zweck hatte, einen weitreichenden Schutz der Landschaft anzuregen. Er war seit 1949 Ehrenmitglied des Oldenburger Landesvereins.

## Rezeption
Die Ornithologische Arbeitsgemeinschaft Oldenburg hat im Moorhauser Polder eine Vogelbeobachtungshütte nach Sartorius benannt.

## Werke (Auswahl)
Sartorius’ Werk umfasst etwa 25 Schriften, die sich vor allem mit den heimischen Vogelarten befassen. Die Werke erschienen vornehmlich in Periodika wie den „Ornithologischen Monatsberichten“, „Ornithologischen Mitteilungen“„ dem Journal für Ornithologie“ und dem „Oldenburger Jahrbuch“.
- Sartorius, Karl (1950): Die Hunteniederung vor Oldenburg. - Oldenburger Jahrbuch 50 (1): S. 81–122.
- Sartorius, Karl: Der Austernfischer: Haematopus ostralegus L. : nach den Vogelwartberichten von Mellum, Wangerooge und Oldeoog, den Mitteilungen der Mitarbeiter der Vogelwarte Helgoland und den Beobachtungsergebnissen der Ornithologischen Arbeitsgemeinschaft Ems-Weser-Niederelbe, Oldenburg 1953.
- Sartorius, Karl (1954): Die Uferschnepfe, Limosa limosa L. - Oldenburger Jahrbuch 54: S. 65–93.
- Sartorius, Karl: Der Wespenbussard (Pernis apivorus) im norddeutschen Flachlande : auf Grund der Beobachtungen der Mitarbeiter der Ornithologischen Arbeitsgemeinschaft Ems-Weser-Niederelbe und mit Unterstützung des "Mellumrats" und der Vogelwarte Helgoland, Ornithologische Mitteilungen; Jg. 7, S. 61–69
- Karl Sartorius: Der Baumfalk (Falco subbuteo) im nordwestdeutschen Flachlande zwischen Ems, Weser und Niederelbe : auf Grund von Beobachtungen der Mitarbeiter der "Ornithologischen Arbeitsgemeinschaft Ems-Weser-Niederelbe" und mit Unterstützung des Mellumrats und der Vogelwarte Helgoland, Ornithologische Mitteilungen; Jg. 7, S. 181–191.
- Ausstellung von Arbeiten des Oldenburger Malers Karl Sartorius und der 22 Neuerwerbungen des Oldenburger Kunstvereins: 19. April bis 3. Mai 1964 Sartorius, Karl, Oldenburg, 1964